# James Kirkland
James Ian Kirkland (ur. 1954) – amerykański paleontolog i geolog. 

## Życiorys
Badał szczątki dinozaurów na południowym zachodzie USA odkrywając nowe i ciekawe rodzaje zwierząt. Odkrył takie rodzaje jak na przykład: Animantarks (Carpenter, Kirkland, 1999), Eolambia (Kirkland, 1997), Gastonia (Kirkland, 1998), Mymurapelta (Kirkland, Carpenter, 1994), Nedkolbertia (Kirkland i in., 1998), Utahraptor (Kirkland i in.,1993) czy Zuniceratops (Wolfe i Kirkland, 1998).
Jego praca została wielokrotnie wyróżniona. Jest adiunktem geologii na Mesa State College w Grand Junction w Kolorado. Jest pracownikiem naukowym wydziału historii naturalnej w Muzeum Natury i Nauki w Denver. Jest on także oficjalnym paleontologiem stanowym stanu Utah w Instytucie Geologii Utah.